# Ratla (Syria)
Ratla (arab. رطلة) – miejscowość w Syrii, w muhafazie Ar-Rakka. W 2004 roku liczyła 4712 mieszkańców.